# Rasmus Ottesen (politiker)
 For alternative betydninger, se Rasmus Ottesen. (Se også artikler, som begynder med Rasmus Ottesen)
Rasmus Ottesen (født 19. april 1803 i Torup i Allerup Sogn ved Odense, død 15. oktober 1862 i Esrum) var en dansk landbruger, lægprædikant og politiker.
Ottesen blev født i 1803 i et fattig hjem i Allerup Sogn. Da han tjente på gård i Ellinge, fik han i 1822 knust sit knæ ved ulykke og måtte blive i hjemme i tre år. I sygeperioden blev han religiøst vækket og tilsluttede sig Christen Madsens forsamlingsbevægelse. Han tjente senere på en gård i Kerteminde før han i 1830 blev fæster på en gård i Venslev ved Skælskør. I 1836 købte han en gård i Hyllested Sogn. Han byttede den med en gård i Ting Jellinge Sogn i samme område på Sydvestsjælland efter tre år. Han virkede som lægprædikant i området, nogle gange i konflikt med myndighederne. Han sammenbandt den fynske og den sydvestsjællandske vækkelse og samarbejdede med skolelæreren Rasmus Sørensen.
I 1841 flyttede Ottesen til Fredericia og drev landbrug. Han blev i 1854 opsynsmand ved Esrum Kanal.
Ottesen stillede op til valget til Den Grundlovgivende Rigsforsamling i Frederica, men tabte til P.G. Bang. Bang udtrådte af forsamlingen da han blev minister, men Ottesen blev heller ikke valgt ved efterfølgende suppleringsvalg. Han blev valgt til Folketinget i Vejle Amts 1. valgkreds (Fredericiakredsen) i 1849, tabte valget i 1852 til Ole Lund, vandt igen ved begge valg i 1853. Han trak sig tilbage i 1854.